# Benátky (Jimramov)
Benátky (německy Benatek) jsou osadou městyse Jimramov, v Kraji Vysočina, okrese Žďár nad Sázavou. Leží v Čechách a rozkládají se v katastrálním území Trhonice při soutoku Trhonického potoka s řekou Svratkou.

## Název
Název se vyvíjel od varianty Benátka (1854). Místní jméno je pravděpodobně odvozeno od italských Benátek a lidem, kteří místo pojmenovali, asi blízkost vodních toků připomínala ty italské.

## Historie
V písemných pramenech jsou Benátky poprvé uváděny až roku 1839, ačkoli osada začala vznikat už v 17. století. V letech 1690–1711 vedl Jimramov s Poličkou spor o louku a pole na levém břehu Svratky, kde v té době stálo deset domů, z nichž postupně vznikla dnešní část obce zvaná Benátky. V té době byly součástí panství Polička a osadou obce Trhonice. Po roce 1855 se staly součástí politického a soudního okresu Polička. Od roku 1965 jsou součástí Jimramova, se kterým stavebně souvisí – osadu od městečka dělí jen řeka.
Před svojí regulací zde měla řeka Svratka odlišný průběh a nejzápadnější část Trhonického potoka rovněž. V této svojí původní podobě zde tvořily katastrální a zároveň historickou zemskou hranici Čech a Moravy. Katastrální hranice Jimramova a Trhonic zde zůstávají dosud stejné, avšak rozdělují několik zdejších čísel popisných v ulici „Na Ostrově“, které tak zasahují částečně na Moravu.
Od roku 1907 zde továrník Löw-Beer ze Svitávky budoval tkalcovnu, později přádelnu. Po roce 1948 byla továrna znárodněna a vznikl národní podnik Vigona, vyráběly se zde pokrývky. Výroba byla ukončena v roce 1992 a podnik byl přeměněn na a. s. Gama, vyrábějící zdravotnickou techniku.

## Obyvatelstvo
| Rok            | 1869 | 1880 | 1890 | 1900 | 1910 | 1921 | 1930 | 1950 | 1961 | 1970 | 1980 | 1991 | 2001 |
| Počet obyvatel | 86   | 67   | 75   | 76   | 143  | 113  | 88   | 101  | 131  | 144  | 237  | 229  | 213  |

## Pamětihodnosti
- Smírčí kříž – mramorový smírčí kříž se nachází v ulici od podniku Gama do Trhonic. Je to kámen o rozměrech 65 × 42 × 12 cm, na jeho čelní straně je vytesán kříž a dnes už nečitelný nápis, v dolní části pak uveden letopočet 1751. Podle pověsti zde zahynul ovčák, kterého k smrti utrkal beran.